# Farah Pahlaví
Farah Pahlaví, coneguda també pel seu nom de naixement, Farah Diba, (Teheran, 14 d'octubre de 1938), va ser l'última reina i única Shahbanou de l'Iran. Farah va ser la tercera esposa de Mohammad Reza Pahleví, després de la princesa Fawzia d'Egipte i de la princesa Soraya.

## Biografia
Va néixer a Teheran com Farah Diba, filla única del Capità Sohrab Diba i la seva esposa, Farideh Ghotbi. El seu pare, que va morir durant la seva infància, era un important militar del règim imperial. Va realitzar els seus estudis a l'Escola francesa de Teheran i en la École Spéciale d'Architecture de París entre 1957 i 1959, on va ser alumna d'Albert Besson. Va ser presentada al xa pel llavors gendre d'aquest, Ardeshir Zahedí, i va contreure matrimoni el 21 de desembre de 1959.
El xa Mohamed Reza Pahlaví i Farah Diba van tenir els següents fills:
- S.A.I. el Príncep Hereu Reza Pahlaví (n. 31 d'octubre de 1960).[1]
- S.A.I. la Princesa Yasmin Farahnaz Pahlaví (n. 12 de març de 1963).[1]
- S.A.I. el Príncep Alí Reza Pahlaví (28 d'abril de 1966 - 4 de gener de 2011).[2]
- S.A.I. la Princesa Leila Pahlaví (27 de març de 1970 - 10 de juny de 2001).

L'emperadriu va participar en assumptes culturals i de benestar social que al shah li interessaven, i va crear el seu propi cercle de mecenatge i influència. Va ser patrocinadora del festival internacional de Shiraz. Farah, en general, no es va veure involucrada en la corrupció i les accions repressives de la cort imperial, però la seva família tenia una àmplia representació en les institucions culturals, sent notori el cas del cosí de l'emperadriu, Resa Qotbi, que va ser nomenat director de la radio-televisió nacional iraniana.
Va donar suport decididament la política de modernització del shah, anomenada "la revolució blanca": expropiació de latifundis, sufragi femení, occidentalització, etc. Encara que finalment aquestes reformes no van aconseguir més que a una petita part de la població, al mateix temps que la política econòmica lligada al petroli va afavorir el desmesurat enriquiment de la classe lligada al poder, i l'empobriment d'àmplies capes de la població.
Després de la revolució iraniana de 1979, l'emperadriu Farah va acompanyar el shah a l'exili al Marroc, Bahames, Mèxic, Estats Units, Equador, Panamà i Egipte, on van ser acollits pel president Anwar el-Sadat i on finalment va morir el shah, el 27 de juliol de 1980.
Actualment, resideix a Connecticut (Estats Units) per estar més a prop de les seves netes, les princeses Noor, Iman i Farah, filles del seu primogènit. Ocasionalment resideix també a París. La seva filla menor, la princesa Leila, que sofria d'anorèxia i depressió, va ser trobada morta a la seva habitació d'un hotel de Londres el 2001. El 4 de gener de 2011 també el seu tercer fill, Alí Resa, víctima igualment de freqüents depressions, va posar fi a la seva vida a Boston, Massachusetts.
Ha estat icona popular de la premsa del cor espanyola, on se la coneix pel seu nom de fadrina, Farah Diba. De fet, també ha estat objecte de culte del pop art espanyol durant la movida madrilenya: Retrat de la parella imperial per Costus.
El 2003 l'editorial Martínez Roca va publicar les seves Memòries en castellà.
Farah Diba va assegurar a una revista espanyola que "Jomeini va obrir les portes de l'infern", acompanyant aquesta afirmació amb la que l'auge de les xarxes socials, com Twitter i Facebook, ajudaria a accelerar una revolució pacífica i interna per enderrocar al règim vigent.

## Títols, tractaments i distincions honorífiques

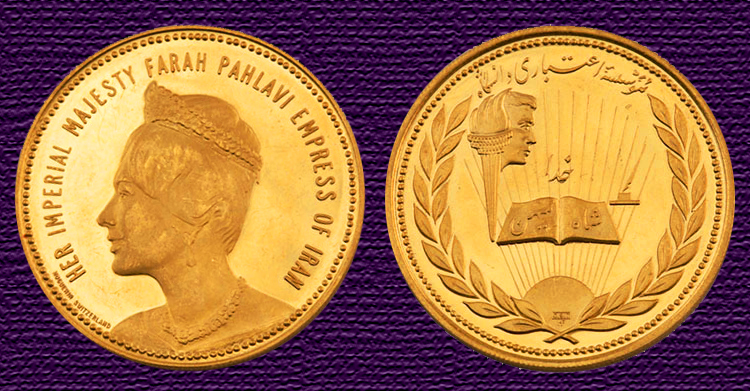
Moneda d'Or amb la imatge de Farah Pahlavi.

## Títols, tractaments i distincions honorífiques[1]

### Títols i tractaments
- 14 d'octubre de 1938 – 21 de desembre de 1959: Senyoreta Farah Diba.
- 21 de desembre de 1959 – 26 d'octubre de 1967: La seva Majestat la Reina (Malekeh) consort de l'Iran.
- 26 d'octubre de 1967 – 11 de febrer de 1979: La seva Majestat Imperial l'Emperadriu (Shahbanu) consort de l'Iran.
- 11 de febrer de 1979 – actualitat: La seva Majestat Imperial l'Emperadriu Farah Pahlaví de l'Iran.

### Distincions honorífiques
Distincions honorífiques iranianes
- Sobirana Gran maestre de l'Orde del Sol (Imperi de l'Iran, 26/09/1967).
- Sobirana Gran maestre de l'Orde de les Plèiades (Imperi de l'Iran, 21/12/1959).
- Medalla Commemorativa de la Coronació de Mohammad Rezā Shāh Pahlaví (Imperi de l'Iran, 26/10/1967).
- Medalla Commemorativa del 2.500 Aniversari de l'Imperi de l'Iran (Imperi de l'Iran, 14/10/1971).[5]
- Medalla Commemorativa de la Celebració del 2.500 Aniversari de l'Imperi de l'Iran (Imperi de l'Iran, 15/10/1971).

Distincions honorífiques estrangeres
- Dama de l'Orde dels Serafins (Regne de Suècia, 29/04/1960).
- Dama de l'Orde de l'Elefant (Regne de Dinamarca, 03/05/1963).[6]
- Dama gran creu de l'Orde del Lleó Neerlandès (Regne dels Països Baixos, 26/09/1963).
- Dama gran creu de l'Orde de la Legió d'Honor (República Francesa, 16/10/1963).
- Dama gran cordó de l'Orde de la Reina de Saba (Imperi Etíop, 14/09/1964).
- Dama gran cordó de l'Orde de Leopold (Regne de Bèlgica, 17/11/1964).
- Dama gran creu de l'Orde de Sant Olaf (Regne de Noruega, 08/01/1965).
- Dama gran creu de l'Orde de la Independència (República Tunisiana, 15/03/1965).
- Dama gran creu de l'Orde de la Creu del Sud (República Federativa del Brasil, 03/05/1965).
- Dama gran creu de l'Orde del Libertador Sant Martín (República Argentina, 05/1965).
- Dama de gran estel de l'Orde de l'Estel Iugoslau (República Federativa Socialista de Iugoslàvia, 03/06/1966).
- Dama gran creu classe especial de l'Orde del Mèrit de la República Federal d'Alemanya (República Federal d'Alemanya, 1967).
- Dama de la Il·lustríssima Orde de la Casa Real de Chakri (Regne de Tailàndia, 22/01/1968).
- Dama gran creu de la Suprema Orde de la Corona Nacional (Regne de Malàisia, 02/1968).
- Dama gran creu de l'Orde d'Isabel la Catòlica (Regne d'Espanya, 08/10/1969).[7]
- Dama gran cordó de l'Orde al Mèrit de la República Italiana (República Italiana, 15/12/1974).[8]
- Dama gran cordó de l'Orde de la Preciosa Corona (Imperi del Japó).
- Dama gran estel de l'Orde al Mèrit de la República d'Àustria (República d'Àustria).
- Dama de l'Orde del Somriure (República de Polònia).[9]
- Dama de primera classe de l'Orde del Lleó Blanc (Txecoslovàquia, 1977)..[10]

## Treballs publicats
- Farah Diba Pahlaví. Memòries. Editorial Martínez Roca. Any 2003. ISBN 978-84-270-2969-9[11]